# Groot-Brittannië op de Olympische Zomerspelen 1904
Het Verenigd Koninkrijk van Groot-Brittannië en Ierland nam als Groot-Brittannië deel aan de Olympische Zomerspelen 1904 in Saint Louis, Verenigde Staten. Ze wonnen goud en zilver.

## Medailleoverzicht
| Sport    | Olympiër  | Discipline             | Medaille |
| -------- | --------- | ---------------------- | -------- |
| Atletiek | Tom Kiely | tienkamp (m)           | Goud     |
| Atletiek | John Daly | 2590m steeplechase (m) | Zilver   |

## Deelnemers en resultaten

### Atletiek
| Olympiër      | Discipline             | Resultaat | Prestatie   |
| ------------- | ---------------------- | --------- | ----------- |
| John Daly     | 2590m steeplechase (m) | Zilver    | 7.40,6      |
| John Holloway | tienkamp (m)           | 4e        | 5273 punten |
| Tom Kiely     | tienkamp (m)           | Goud      | 6036 punten |

Australië · Canada · Cuba · Duitsland · Frankrijk · Griekenland · Groot-Brittannië · Hongarije · Oostenrijk · Verenigde Staten · Zuid-Afrika · Zwitserland · Gemengde teams